# Centro de Idiomas Extranjeros de la Universidad Politécnica de Łódź
El Centro de Idiomas Extranjeros de la Universidad Politécnica de Łódź fue fundado en 1951 bajo el nombre del Estudio de Enseñanza Práctica de Idiomas Extranjeros de la UP que fue cambiado después al nombre del Estudio de Idiomas Extranjeros de la UP. El otro cambio, a su nombre actual, tuvo lugar el 1 de enero de 2013.
A partir de 2005 CIE UP está ubicado en un edificio renovado de la antigua fábrica en la Avenida Politechniki 12 en Łódź. El edificio del CIE UP fue modernizado y equipado en el marco del proyecto  económico de los medios del Fondo Europeo de Desarrollo Regional (marzo de 2004 – enero de 2006).
El Centro dispone de 28 aulas y una sala para las conferencias.
Tanto el cuerpo docente como los universitarios pueden aprovechar de los fondos de la biblioteca del centro que está en el mismo edificio.
Aquí mismo tiene su sede también la Universidad de Tercera Edad de la UP de Łódź.
En el día de hoy (a partir de 2013) CIE UP emplea a 72 profesores de idiomas y a15 trabajadores administrativos, técnicos y de explotación.
El Centro ofrece la enseñanza de 6 idiomas extranjeros: inglés, alemán, francés, español, ruso e italiano, pero también  polaco para los extranjeros que estudian en la UP.
En 2013 en las clases participaron 6273  estudiantes. 
CIE UP imparte clases para los estudiantes de todos los grados universitarios, para los becarios de los programas de intercambio Sócrates, Erasmus, IAESTE, para los alumnos de la Escuela Secundaria de la UP, para los oyentes de la UTE de la UP, para los estudiantes de intercambio con la escuela Cangzhou Vocational College of Technology de China y para los extranjeros que aspiran a matricularse en la UP.
CIE UP participa en el proyecto realizado por las Autoridades Municipales de Lodz llamado “Młodzi w Łodzi – Językowzięci” ( a partir de 24 de septiembre de 2012) en el marco del cual se imparten clases de idiomas: finlandés, danés y sueco. 
El profesorado empleado en CIE UP enseña también en el Centro de Enseñanza Internacional de la UP (IFE).
CIE UP es también el lugar de exámenes internacionales como TELC, LCCI y BULATS.
CIE UP coopera con la Oficina de Minusválidos de la UP (BON), con la Organización de Estudiantes BEST y con la editorial THE TEACHER.

## Eventos
- Organizador de la 22 Conferencia de Profesores de Inglés (IATEFL) en Polonia.
- (27-29 de septiembre de 2013) en la que participaron 780 personas.
- Organizador y coordinador de la primera “Study Visit” en la UP (5-9 de junio de 2013) en la que participaron 13 representantes de la gerencia de las universidades aparejadas con UP. El objetivo de esta visita fue propagar la internacionalización de las universidades.

## Autoridades (2015-2019)
- Directora del CIE UP – dr Magdalena Nowacka
- Vicedirectora de Asuntos Didácticos – mgr Adrianna Kozłowska
- Vicedirectora de Asuntos Administrativos – mgr Anna Badura

## Afiliación
- SERMO (Asociación de Centros Académicos de Enseñanza de Idiomas Extranjeros)